# Coprosma tenuifolia
Coprosma tenuifolia är en måreväxtart som beskrevs av Thomas Frederic Cheeseman. Coprosma tenuifolia ingår i släktet Coprosma och familjen måreväxter. Inga underarter finns listade i Catalogue of Life.